# Isopachys
Genre
Isopachys est un genre de sauriens de la famille des Scincidae.

## Répartition
Les espèces de ce genre se rencontrent en Birmanie et en Thaïlande.

## Liste des espèces
Selon The Reptile Database (27 septembre 2012) :
- Isopachys anguinoides (Boulenger, 1914)
- Isopachys borealis Lang & Böhme, 1990
- Isopachys gyldenstolpei Lönnberg, 1916
- Isopachys roulei (Angel, 1920)

## Publication originale
- Lönnberg, 1916 : Zoological results of the Swedish zoological expeditions to Siam 1911-1912 and 1914. 2. Lizards. Kungliga Svenska Vetenskapsakademiens Handlingare, vol. 55, no 4, p. 1-12 (texte intégral).